# Geno
Geno (em latim: genus; em grego: γένος; romaniz.: génos; lit. "raça, estoque, parentes"; plural: γένη - genē), na Grécia Antiga, era um tipo de organização social na qual alguns indivíduos alegavam descendência comum, referindo-se por um nome único (ver sânscrito "Ganá"). Muitos genos parecem ter sido compostos de famílias nobres — Heródoto usa o termo para denotar famílias nobres — e muitos dos primeiros políticos gregos parecem ter envolvido-se em lutas entre genos. Os genos são melhor atestados em Atenas, onde escritores, de Heródoto a Aristóteles, lidaram com eles.
Historiadores modernos postularam que os genos tinham sido o grupo organizacional básico das tribos dóricas e jônias que assentaram-se na Grécia durante o Período homérico, mas estudiosos posteriores chegaram à conclusão de que os genos surgiram posteriormente com certas famílias alegando linhagem nobre. Em tempo, alguns, mas não necessariamente todos, os genos vieram a associar-se com funções sacerdotais hereditárias.